# 德累斯顿机场
德累斯顿机场（德語：Flughafen Dresden），在德语里曾被称为德累斯顿-克洛彻机场，为德国德累斯顿的国际机场，坐落于距离德累斯顿市中心北部9公里的克罗茨斯彻地区。
在2008年，德累斯顿机场的旅客吞吐量为186.0364万人次，比上年增长了0.3%；同年该机场的航班起降量为36968架次，比上年增长2.3%。
德累斯顿机场还是欧洲宇航防务集团子公司EADS EFW的总部所在地，汉莎机场服务德累斯顿公司（LASD）作为汉莎航空的子公司，在该机场提供旅客服务。

## 历史
德累斯顿机场在1935年7月11日正式开放商业飞行。虽然作为一个商业机场的计划，但在第三帝国成立后的几年，其在軍事的重要性急剧增加。二战期间，该机场完全用于军事目的。德军几次试图摧毁机场的建筑物及设备以免落入盟军之手，但遭到民用机场员工的阻力而失败。
在随后的几年，该机场被用来作为苏联军队的培训中心。机场于1957年6月16日重开商业飞行服务。1959年国际空中交通恢复，其主要飞行航点为东方集团国家。
1955年至1961年，前东德政府决定在德累斯顿发展自己的航空工业中心。虽然这种发展最终失败了，却很大程度上增强了克洛彻机场重要性，并逐渐形成了机场的设计环境，直到今天。
两德统一后，机场的航线扩张，增加了飞往西欧国家首都的航班。1990年代前半段机场的流量增长了7倍，并在1995年启用了第二航站楼。
2001年，增加了目前的航站楼。这是在之前飞机工厂用作组装的机库上重建的。

## 地面交通

### 公共交通
德累斯顿机场火车站位于机场航站楼的地下。它可以通过德勒斯登城市快鐵系统的S2线接驳到德累斯顿-诺伊斯塔特火车站和位于市中心的德累斯顿火车总站。列车每半小时一班，行车时间分别为13和23分钟。平日列车还将延伸服务至邻近的城镇海德瑙和皮尔纳。
德累斯顿的77路公共汽车连接了机场至7路有轨电车的车站，这是另一条通往德累斯顿市中心的线路。97路公共汽车连接机场至赫勒劳区。而区域公共汽车425路则提供机场至邻近城镇博克斯多夫和拉德博伊尔的服务。
德累斯顿机场位于Verkehrsverbund Oberelbe交通公司的服务区内，例如持有在德累斯顿市区的单程票（目前票价为€2.40元），可以自由选择搭乘在该区域的任何轻轨、有轨电车及公共汽车。该公司的服务区域涵盖周边城镇远至迈森和捷克边境。车票可以在火车站、公车站的自动售票机或位于机场抵达层的问询处购买。

### 道路交通
德累斯顿机场距离德累斯顿市中心以北约9公里。直接从城市道路行驶需时约20分钟，計程車收费从16至18欧元不等。
机场还可与A4高速公路连接，这条从荷兰边境亚琛至波兰边境格尔利茨的线路不经过德累斯顿市中心。A4高速公路还可在德累斯顿附近连接A13前往柏林，以及A17前往捷克边境及布拉格。
机场还设有一个提供1500个车位的多层停车楼，通过一个玻璃覆盖的行人天桥连接至航站楼。此外，还有三个可久泊的停车场和一个航站楼旁的短泊停车场。

## 航空公司及航点
| IATA | 航空公司         | 航點                          |
| ---- | ---------------- | ----------------------------- |
| SU   | 俄罗斯航空       | 莫斯科-谢列梅捷沃             |
| VL   | VIA航空          | 布尔加斯，瓦尔纳              |
| VO   | 蒂洛里安航空     | 维也纳                        |
| 1T   | 保加利亚包机航空 | 布尔加斯，瓦尔纳              |
| C9   | 卷云航空         | 汉堡，苏黎世                  |
| UI   | 欧洲塞浦路斯航空 | 拉纳卡                        |
| 4U   | 德国之翼         | 科隆/波恩，克基拉岛，斯图加特 |
| O2   | 捷特航空         | 华沙，绿山城                  |
| 3L   | 国际天空         | 腓特烈港                      |
| LH   | 汉莎航空         | 法兰克福，慕尼黑              |
| LX   | 瑞士航空         | 蘇黎世                        |
| CL   | 汉莎城际航空     | 杜塞尔多夫，慕尼黑            |
| IQ   | 奥格斯堡航空     | 慕尼黑                        |
| SY   | 天空航空         | 安塔利亚                      |
| XQ   | 太阳快运         | 安塔利亚                      |
| TU   | 突尼斯航空       | 莫纳斯提尔                    |